# Trollhättans brandkår

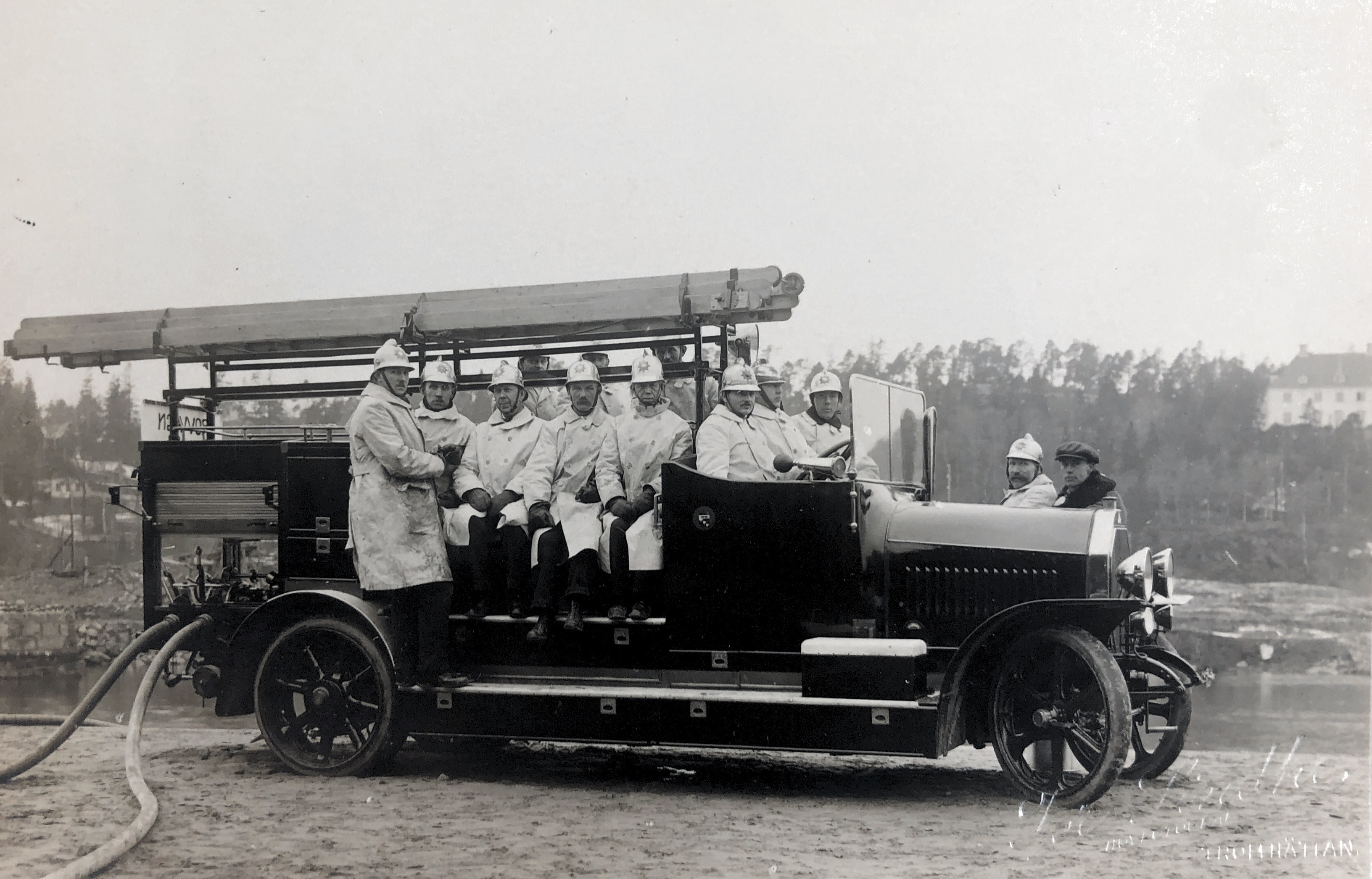
Brandbil från Trollhättans brandkår, 1934. Foto: Werner Lindhe.

Trollhättans brandkår var en kommunal brandkår i Trollhättan, vilken 1997 ersattes av kommunalförbundet Norra Älvsborgs Räddningstjänstförbund, vilken i sin tur ersattes 2005 av Räddningstjänsten Fyrbodal.
Den första brandstationen i Trollhättan uppfördes vid Karl Johans torg. Den ersattes 1939 av en nybyggd brandstation vid Österlånggatan i kvarteret Jupiter (nuvarande Betty Backs park). Samma år omorganiserades brandkåren från en frivilligbrandkår till en brandkår med fast personal. Trollhättans gamla brandstation revs 1992.
Brandstationen i Trollhättan ligger numera vid Larmgatan i industristadsdelen Stallbacka, och inrymmer en gemensam larmcentral för Räddningstjänsten Fyrbodal och Orusts kommun.
Brandklockan från den första brandstationen vid Karl Johans torg hänger numera i klockstapeln på Forngården.

## Bildgalleri

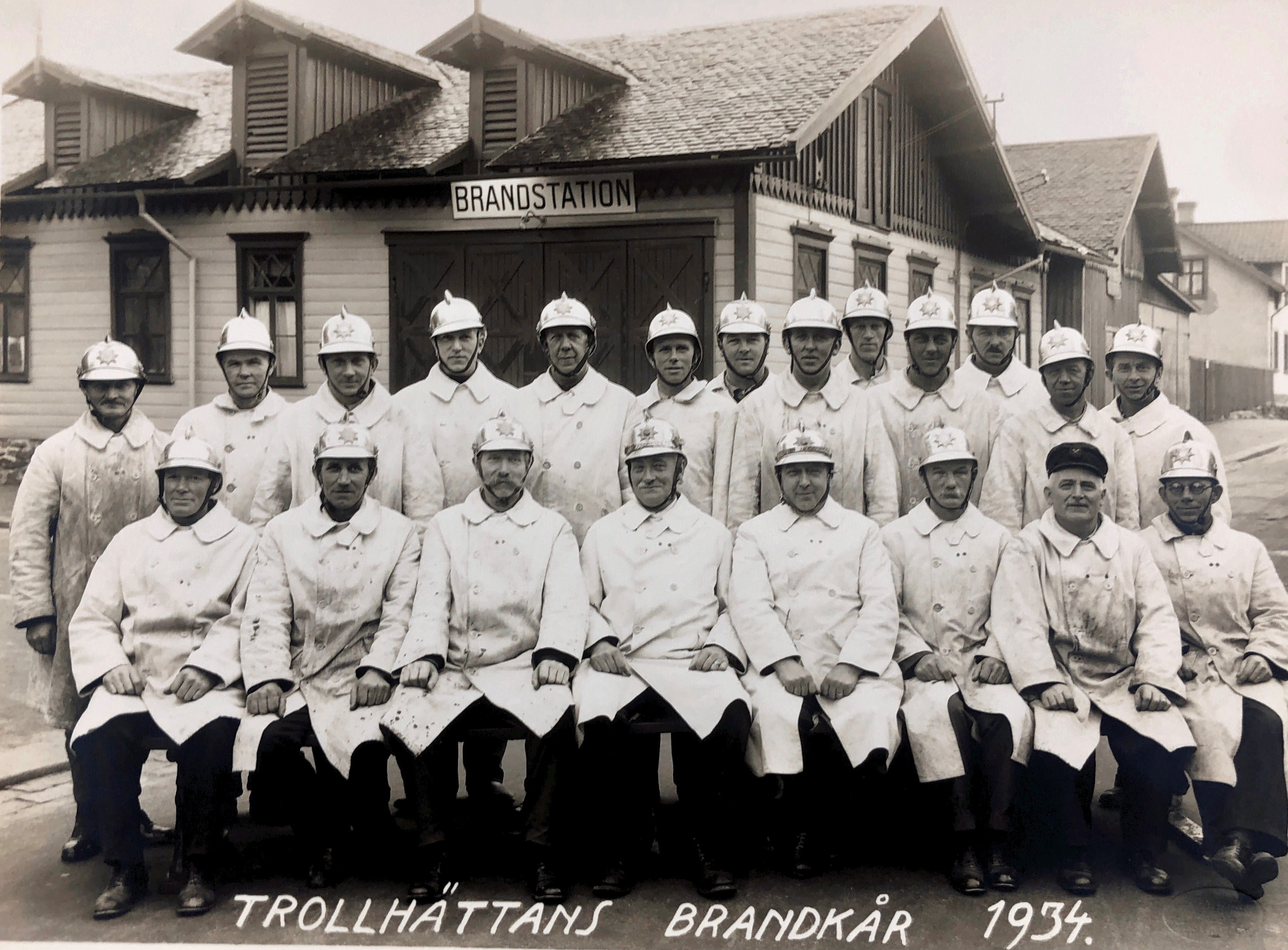
Trollhättans brandkår framför brandstationen vid Karl Johans torg, 1934.
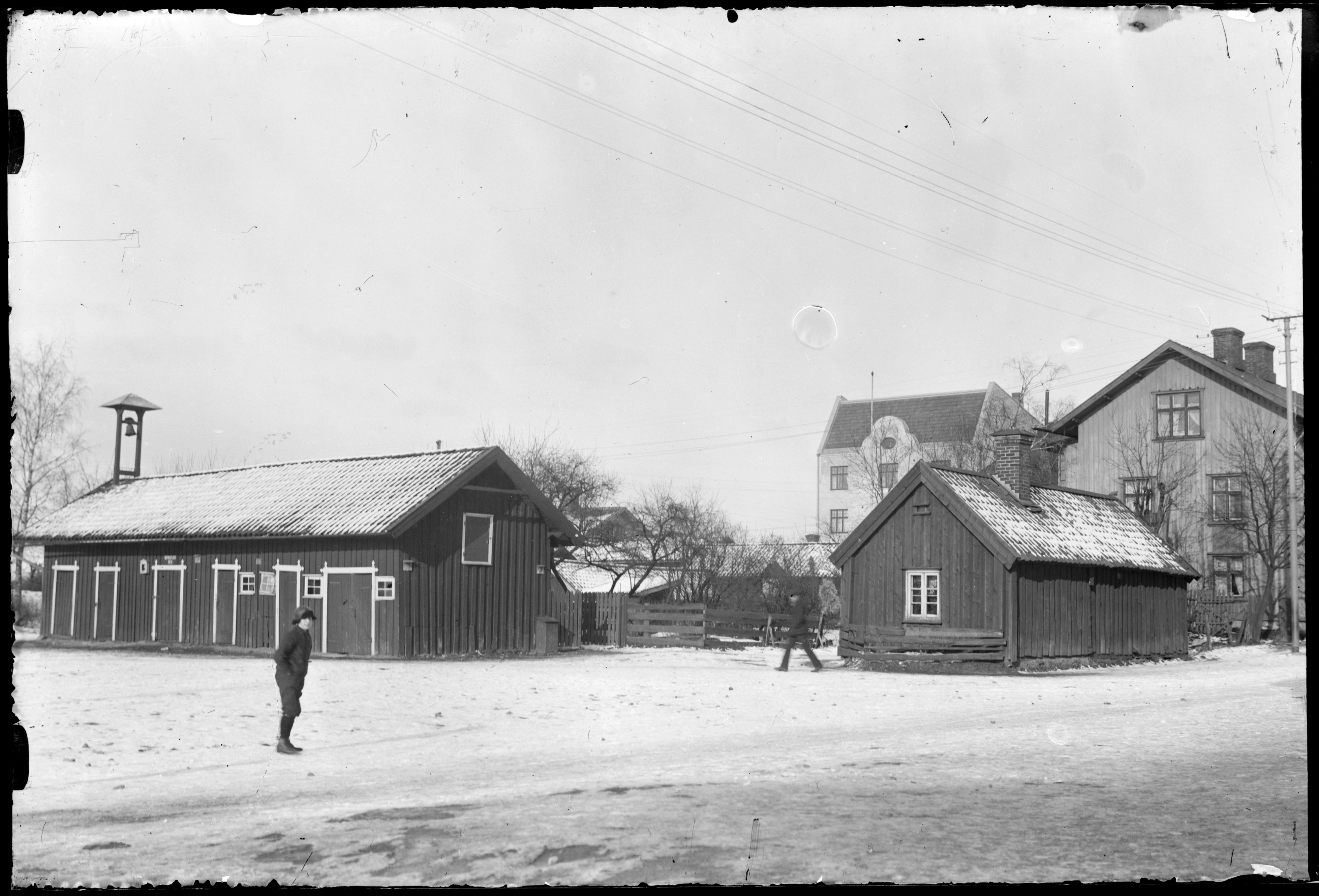
Österlånggatan och kvarteret Jupiter, där brandstation uppfördes 1939. Stugan på bilden är Betty Backs stuga, som 1937-1938 flyttades till Forngården.